# آمبروزینی اس‌ای‌آی. ۳
آمبروزینی اس‌ای‌آی. ۳ (به انگلیسی: Ambrosini_SAI.3) یک هواگرد ملخ‌پیشین تک‌موتوره از نوع هواگرد عمومی ساخت شرکت Ambrosini است. هواگرد آمبروزینی اس‌ای‌آی. ۳ نخستین پروازش را در ۱۹۳۷ میلادی انجام داد. در مجموع، تعداد ۱۰ فروند از این هواگرد ساخته شده‌است.